# 羅揚加拉尼
羅揚加拉尼是東非國家肯雅的城鎮，由東部省負責管轄，位於該國北部圖爾卡納湖東南岸，距離庫拉爾山約50公里，是該國北部的熱門旅遊地點，1999年人口估計約1,000。
2°44′39.80″N 36°42′52.55″E / 2.7443889°N 36.7145972°E